# Jesu dulcis memoria

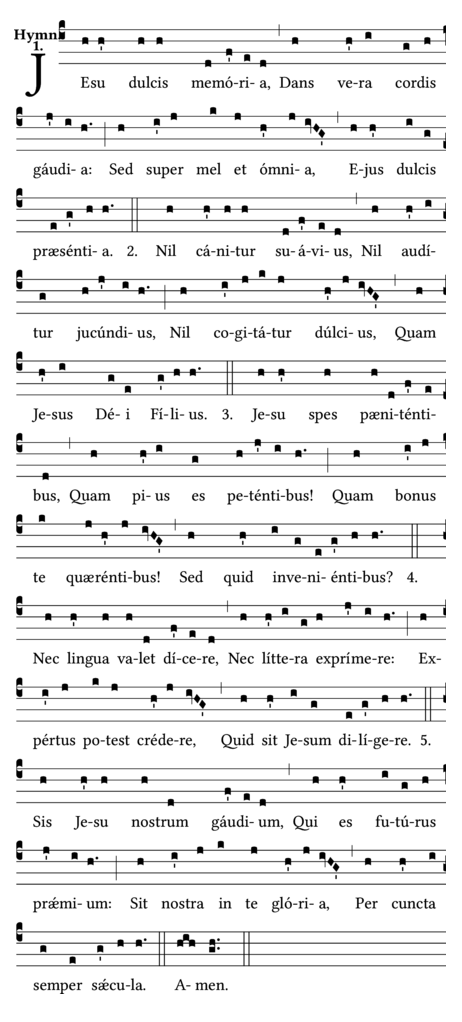
Jesu dulcis memoria mit der Melodie des Antiphonale Romanum

Jesu dulcis memoria („O lieber Jesu, denk ich dein“) ist ein um 1200 entstandener lateinischer Hymnus. Der Text wurde dem hl. Bernhard von Clairvaux zugeschrieben, daher wurde er im Barock auch Jubilus Sancti Bernhardi oder Des heiligen Bernhard Freudengesang genannt. Viele Komponisten haben den Lobgesang vertont. Eine eigene gregorianische Melodie gab ihm erst das römische Antiphonale von 1912. Im Gotteslob ist diese Melodie mit einer deutschen Nachdichtung von Friedrich Dörr enthalten (Nr. 368).

## Überlieferungsgeschichte
Der Hymnus ist seit dem 12. Jahrhundert in verschiedenen Handschriften überliefert. Dabei variiert die Strophenzahl zwischen 42 und 53. Aus diesen wurden drei Abschnitte zu jeweils fünf Strophen für das Offizium am Fest des Heiligsten Namens Jesu ausgewählt, das bis zur Liturgiereform am Sonntag zwischen Neujahr und Epiphanie begangen wurde: Jesu dulcis memoria zur Vesper, Jesu rex admirabilis zur Matutin und Jesu decus angelicum zu den Laudes.
Das Gedicht steht der Jesus-Mystik des hl. Bernhard von Clairvaux nahe. Der überlieferungsgeschichtliche und sprachliche Befund macht seine Verfasserschaft jedoch unwahrscheinlich.

## Inhalt und Form
Der Hymnus ist eine Meditation über den erfahrenen Trost und die anhaltende Sehnsucht nach der Gegenwart Jesu.
Die Strophenform ist die ambrosianische Hymnenstrophe von vier achtsilbigen Zeilen. Das vorherrschende Reimschema ist [aaaa].

## Text und Übersetzung
| Jesu dulcis memoria, dans vera cordis gaudia: sed super mel et omnia, eius dulcis praesentia.                | Süß ist das Gedenken an Jesus, es schenkt die wahren Herzensfreuden: aber über Honig und alles geht seine süße Anwesenheit.                               |
| Nil canitur suavius, nil auditur iucundius, nil cogitatur dulcius, quam Jesus Dei filius.                    | Nichts ist schöner zu singen, nichts angenehmer zu hören, nichts freudenvoller zu bedenken als Jesus, Gottes Sohn.                                        |
| Jesu spes paenitentibus, quam pius es petentibus, quam bonus te quaerentibus! Sed quid invenientibus?        | Jesus, du Hoffnung für die Büßer, wie treu bist du denen, die nach dir verlangen, wie gütig denen, die dich suchen! Doch was erst denen, die dich finden? |
| Nec lingua valet dicere, nec littera exprimere: Expertus potest credere, quid sit Jesum diligere.            | Die Zunge vermag es nicht zu sagen noch der Buchstabe auszudrücken: nur wer es erfuhr, kann glauben, was es heißt, Jesus zu lieben.                       |
| Sis Jesu nostrum gaudium, qui es futurus praemium: Sit nostra in te gloria, per cuncta semper saecula. Amen. | Sei, Jesus, unsere Freude, du unser zukünftiger Siegespreis: In dir sei unsere Verherrlichung für alle Ewigkeit. Amen.                                    |

## Rezeption
Als Jubilus Sancti Bernhardi ist der Hymnus auch in der lutherischen Orthodoxie und im frühen Pietismus hoch geschätzt worden. Davon zeugen die zahlreichen Nachdichtungen und von seinem Vorbild inspirierten Neuschöpfungen bei Martin Moller, Johann Heermann, Benjamin Prätorius, Heinrich Müller, Christian Knorr von Rosenroth und anderen.